# Агул (річка)
Агул, Великий Агул (рос. Агул) — річка в Іркутській області та Красноярському краї Росії, права притока річки Кан. Середньорічна витрата води - 136 м³/с.
Довжина - 347 км (62 км в межах Тофаларського природного заказника), площа басейну - 11 600 км². Бере початок на північних схилах Агульських Білок в Східному Саяні. У верхній течії протікає через гірське Вгульське озеро. Тече на північ по вузькій долині, далі - по передгір'ях Східного Саяну. Річка Агул - сплавна.